# مارك غارسيا (كرة سلة)
مارك غارسيا (بالإسبانية: Marc García)‏ مواليد 7 مارس 1996 في مانريسا، برشلونة، إسبانيا، هو لاعب كرة سلة إسباني بدأ مسيرته الاحترافية في سنة 2012 ويحمل الرقم 16. يبلغ طوله 6 قدم 6 بوصة (2.0 م). وقع عقدا لمدة سنتين مع باسكت مانريسا.

## روابط خارجية
- مارك غارسيا على موقع الاتحاد الدولي لكرة السلة (الإنجليزية)
- مارك غارسيا على موقع الدوري الإسباني لكرة السلة (الإسبانية)
- مارك غارسيا على موقع كرة السلة الأوروبية.كوم (الإنجليزية)
- مارك غارسيا على موقع ريلجم (الإنجليزية)
- مارك غارسيا على موقع بروبوليرز (الإنجليزية)
- مارك غارسيا على موقع سبورتس رفرنس (الإنجليزية)